# Swiss Indoors Basel 2011 - Qualificazioni singolare
Le qualificazioni del singolare  dello  Swiss Indoors Basel 2011 sono state un torneo di tennis preliminare per accedere alla fase finale della manifestazione. I vincitori dell'ultimo turno sono entrati di diritto nel tabellone principale. In caso di ritiro di uno o più giocatori aventi diritto a questi sono subentrati i lucky loser, ossia i giocatori che hanno perso nell'ultimo turno ma che avevano una classifica più alta rispetto agli altri partecipanti che avevano comunque perso nel turno finale.

## Giocatori

### Teste di serie
1. Bernard Tomić (primo turno)
2. James Blake (qualificato)
3. Łukasz Kubot (qualificato)
4. Serhij Stachovs'kyj (primo turno)

1. Michail Kukuškin (ultimo turno, Lucky Loser)
2. Denis Istomin (primo turno)
3. Ryan Harrison (primo turno)
4. Michael Berrer (primo turno)

### Qualificati
1. Michael Lammer
2. James Blake

1. Łukasz Kubot
2. Tobias Kamke

### Lucky Losers
1. Michail Kukuškin
2. Marco Chiudinelli

## Tabellone qualificazioni

### Sezione 1
|  | Primo turno | Primo turno       | Primo turno       | Primo turno | Primo turno |  |  | Ultimo turno | Ultimo turno      | Ultimo turno | Ultimo turno | Ultimo turno |  |
|  |             |                   |                   |             |             |  |  |              |                   |              |              |              |  |
|  | 1           | Bernard Tomić     | 7                 | 4           | 5           |  |  |              |                   |              |              |              |  |
|  | WC          | Michael Lammer    | 63                | 6           | 7           |  |  | WC           | Michael Lammer    | 3            | 7            | 6            |  |
|  | WC          | Marco Chiudinelli | Marco Chiudinelli | 7           | 6           |  |  | WC           | Marco Chiudinelli | 6            | 62           | 0            |  |
|  | 6           | Denis Istomin     | Denis Istomin     | 5           | 0           |  |  |              |                   |              |              |              |  |

### Sezione 2
|  | Primo turno | Primo turno           | Primo turno  | Primo turno | Primo turno |  |  | Ultimo turno | Ultimo turno     | Ultimo turno | Ultimo turno | Ultimo turno |  |
|  |             |                       |              |             |             |  |  |              |                  |              |              |              |  |
|  | 2           | James Blake           | James Blake  | 6           | 6           |  |  |              |                  |              |              |              |  |
|  |             | Marsel İlhan          | Marsel İlhan | 2           | 2           |  |  | 2            | James Blake      | 7            | 3            | 6            |  |
|  |             | Andreas Haider-Maurer | 2            | 6           | 2           |  |  | 5            | Michail Kukuškin | 64           | 6            | 0            |  |
|  | 5           | Michail Kukuškin      | 6            | 2           | 6           |  |  |              |                  |              |              |              |  |

### Sezione 3
|  | Primo turno | Primo turno        | Primo turno    | Primo turno | Primo turno |  |  | Ultimo turno | Ultimo turno   | Ultimo turno | Ultimo turno | Ultimo turno |  |
|  |             |                    |                |             |             |  |  |              |                |              |              |              |  |
|  | 3           | Łukasz Kubot       | 6              | 2           | 6           |  |  |              |                |              |              |              |  |
|  |             | Matthias Bachinger | 4              | 6           | 2           |  |  | 3            | Łukasz Kubot   | 4            | 6            | 6            |  |
|  | WC          | Stéphane Bohli     | Stéphane Bohli | 6           | 7           |  |  | WC           | Stéphane Bohli | 6            | 4            | 3            |  |
|  | 7           | Ryan Harrison      | Ryan Harrison  | 4           | 5           |  |  |              |                |              |              |              |  |

### Sezione 4
|  | Primo turno | Primo turno         | Primo turno         | Primo turno | Primo turno |  |  | Ultimo turno | Ultimo turno | Ultimo turno | Ultimo turno | Ultimo turno |  |
|  |             |                     |                     |             |             |  |  |              |              |              |              |              |  |
|  | 4           | Serhij Stachovs'kyj | Serhij Stachovs'kyj | 5           | 4           |  |  |              |              |              |              |              |  |
|  |             | Lukáš Lacko         | Lukáš Lacko         | 7           | 6           |  |  | Lukáš Lacko  | Lukáš Lacko  | Lukáš Lacko  | 6            | 3            |  |
|  |             | Tobias Kamke        | 6                   | 2           | 6           |  |  | Tobias Kamke | Tobias Kamke | Tobias Kamke | 78           | 6            |  |
|  | 8           | Michael Berrer      | 2                   | 6           | 3           |  |  |              |              |              |              |              |  |